# 宇美
宇美（うみ）は、福岡県糟屋郡宇美町の地名。大字宇美と宇美1丁目 - 6丁目・宇美中央1丁目 - 4丁目・宇美東1丁目 - 3丁目（住居表示実施済）がある。2024年（令和6年）1月31日時点の人口は、大字宇美が744人、宇美1丁目 - 6丁目が2,926人、宇美中央1丁目 - 4丁目が2,622人、宇美東1丁目 - 3丁目が1,285人。郵便番号は宇美が811-2101、宇美中央が811-2128、宇美東が811-2125。

## 地理
宇美町の中西部に位置する。北側は光正寺・明神坂・平和・桜原・神武原に、北東側は障子岳に、東側はとびたけに、南東側は障子岳南・若草に、南側は四王寺坂・貴船・炭焼に、西側は井野に接する。北西側にわずかに志免町に接する部分がある。
北端を宇美川が流れている。

## 歴史
1889年（明治23年）、町村制施行時に糟屋郡宇美村が発足した。1920年（大正9年）10月20日、宇美村が町制を施行して宇美町が発足した。

### 町域の変遷
| 住居表示実施後                   | 実施年月日         | 住居表示実施前 |
| -------------------------------- | ------------------ | -------------- |
| 宇美一丁目から宇美六丁目         | 1997年（平成9年）  | 大字宇美の一部 |
| 宇美東一丁目から宇美東三丁目     | 2004年（平成16年） | 大字宇美の一部 |
| 宇美中央一丁目から宇美中央四丁目 | 2012年（平成24年） | 大字宇美の一部 |

## 施設
宇美1丁目

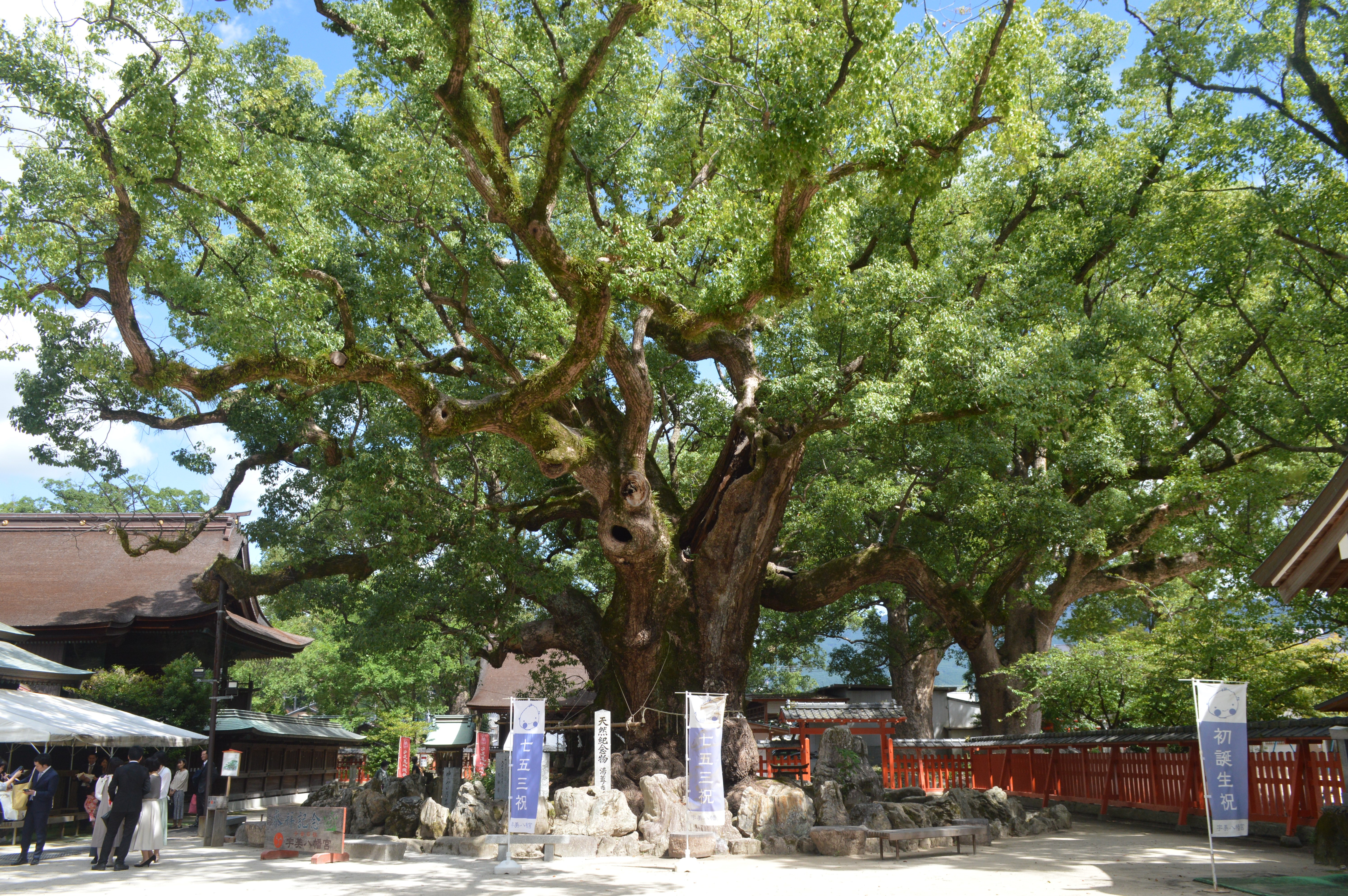
宇美八幡宮
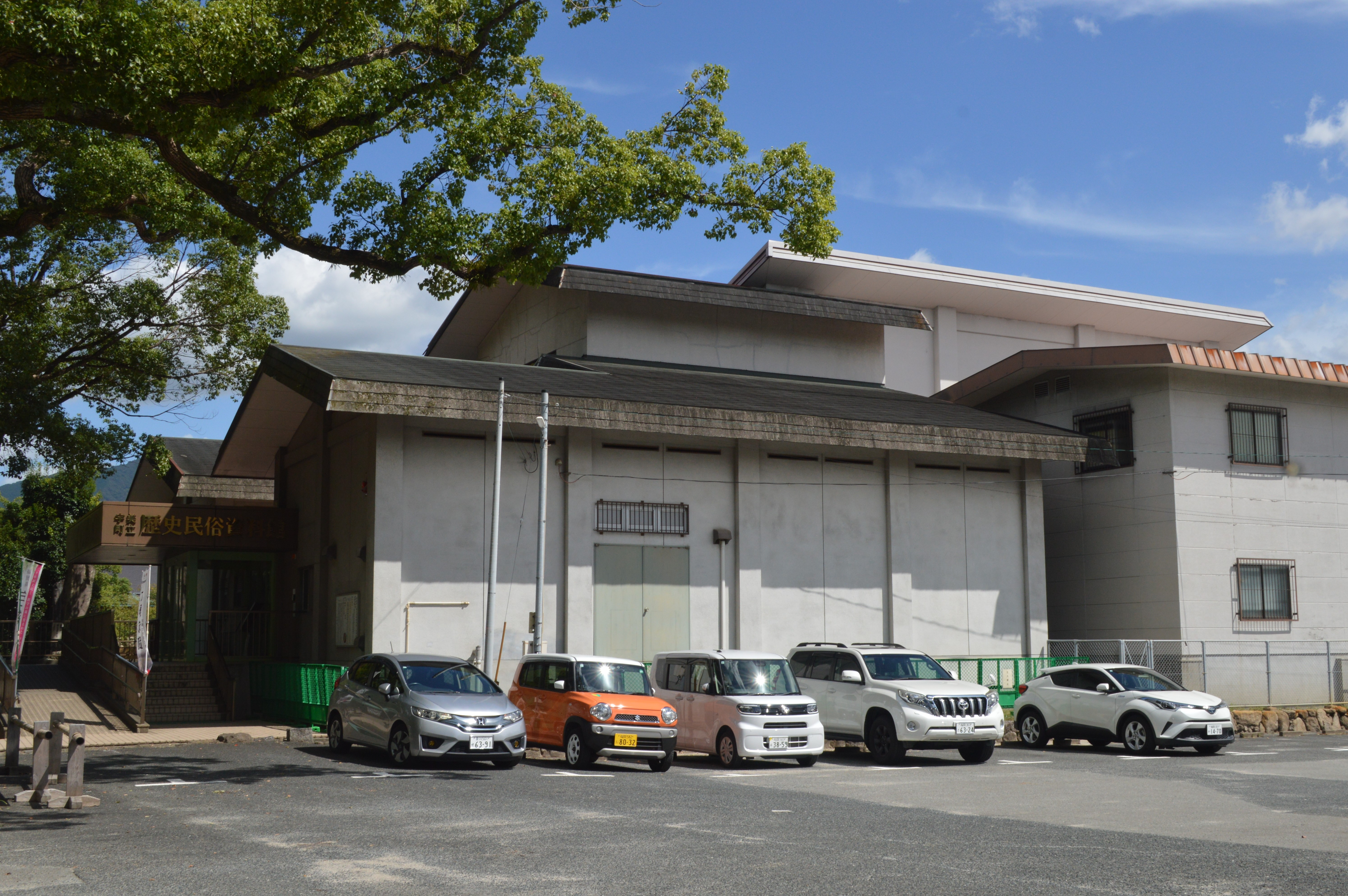
宇美町立歴史民俗資料館
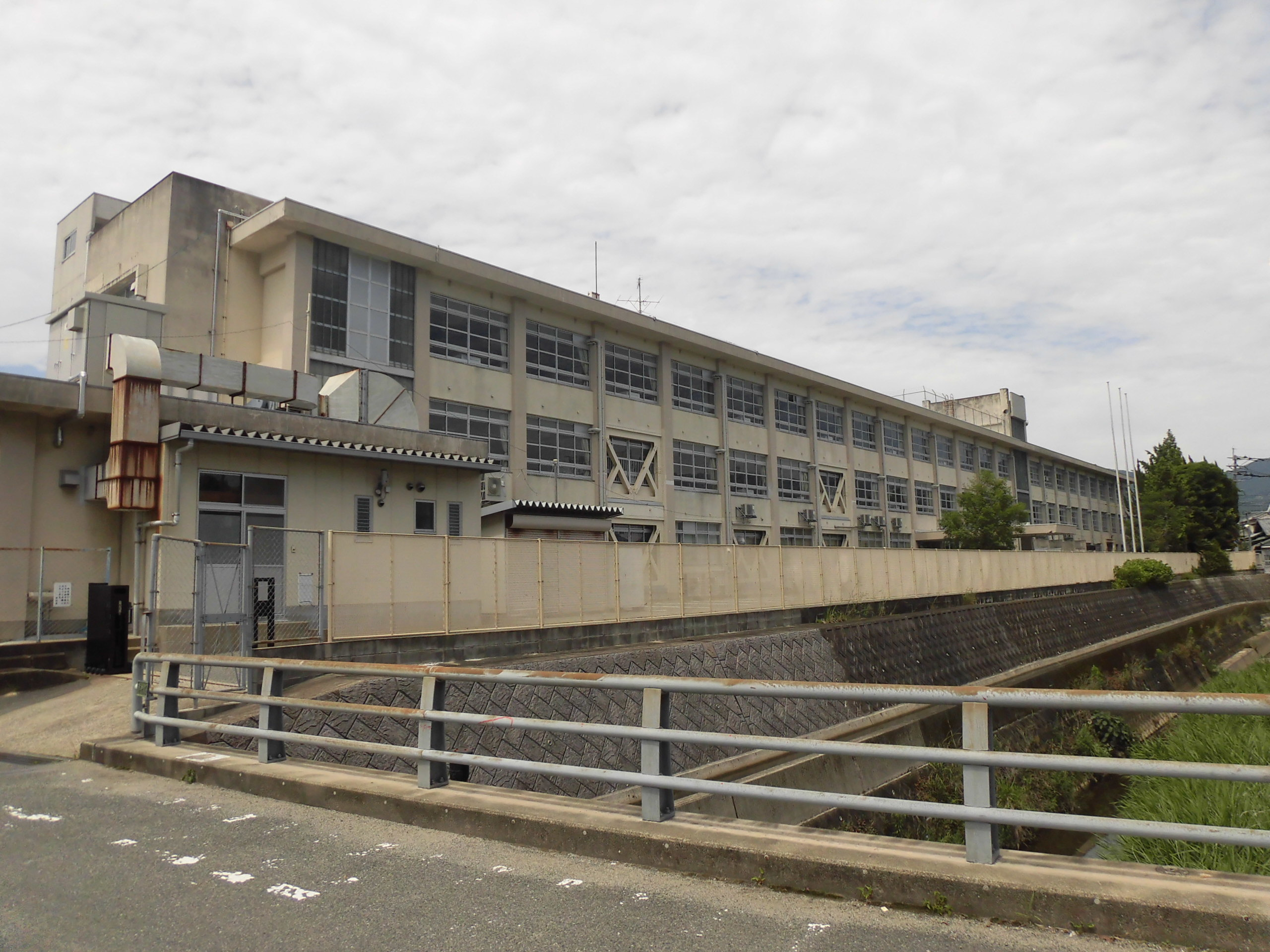
宇美町立宇美小学校 （宇美3丁目）
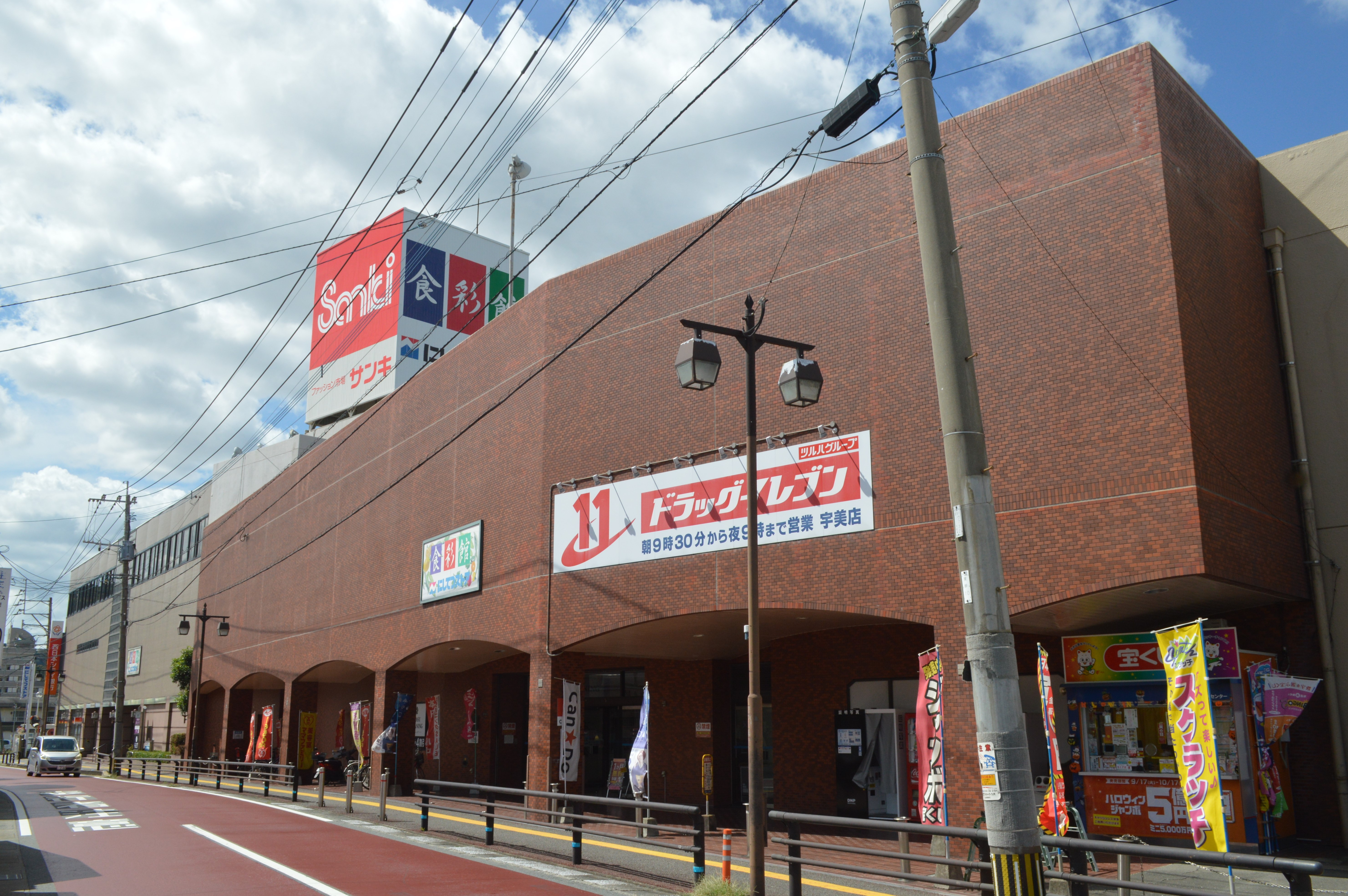
にしてつストア宇美店 （宇美4丁目）
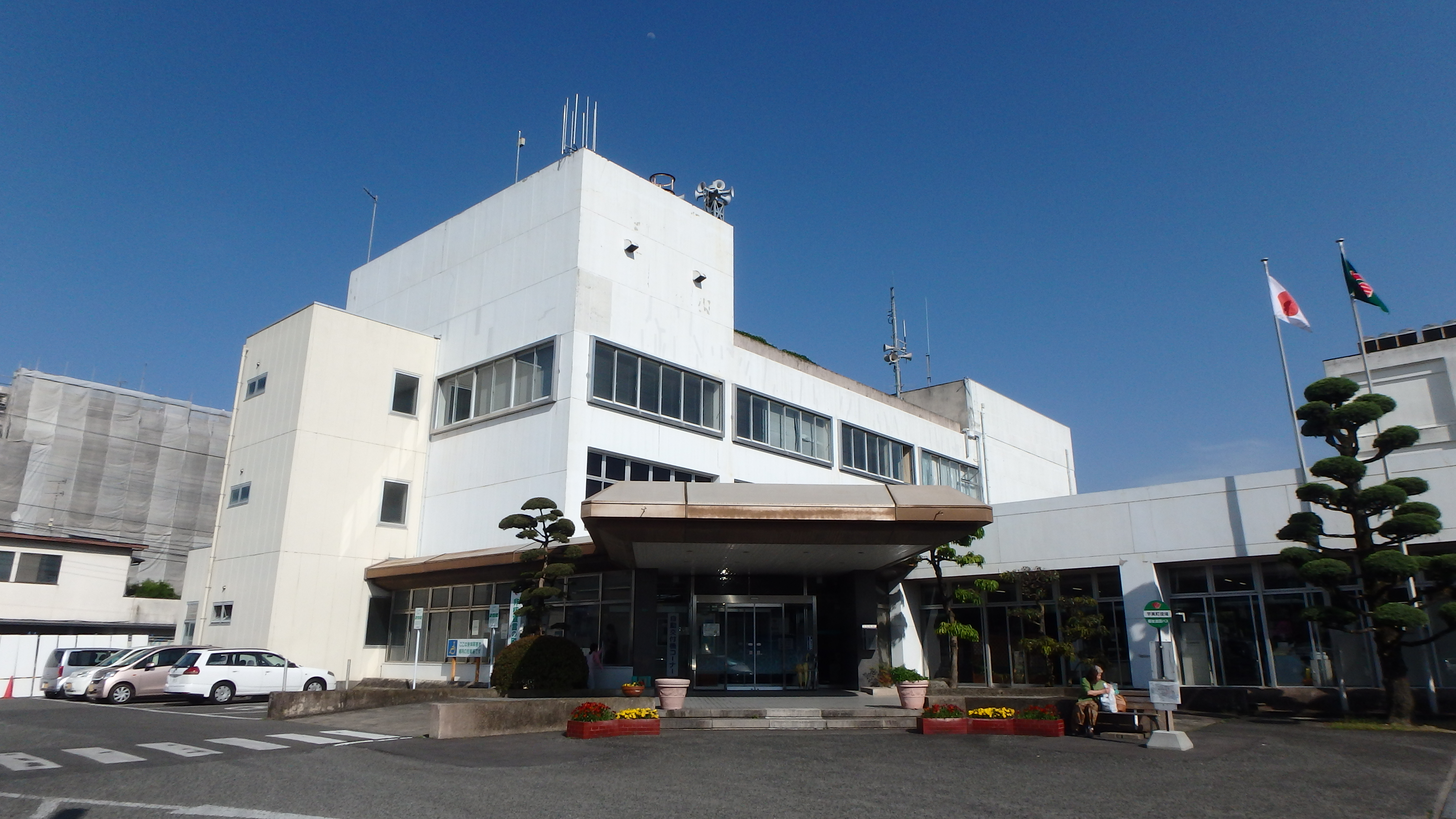
宇美町役場 （宇美5丁目）

- 宇美八幡宮幼稚園

宇美2丁目
- 宇美町老人福祉センター
- 小林酒造本店

宇美3丁目
- 宇美町立宇美小学校
- 宇美本町郵便局
- 三葉幼稚園

宇美4丁目
- にしてつストア宇美店
- 粕屋警察署宇美交番

宇美5丁目
- 宇美町役場
- 宇美町立宇美中学校
- JR香椎線宇美駅
- 宇美町武道館
- 宇美町商工会会館

- 宇美八幡宮の湯蓋の森
（宇美1丁目）
- 宇美町立歴史民俗資料館
（宇美1丁目）
- 宇美町立宇美小学校
（宇美3丁目）
- にしてつストア宇美店
（宇美4丁目）
- 宇美町役場
（宇美5丁目）

宇美東2丁目
- 柳原ぷらす保育園

宇美東3丁目
- 宇美町立宇美東小学校

宇美中央
- 山崎医院

宇美中央2丁目
- 早見郵便局
- 早見保育園
- ドラッグストアコスモス宇美店

## 交通

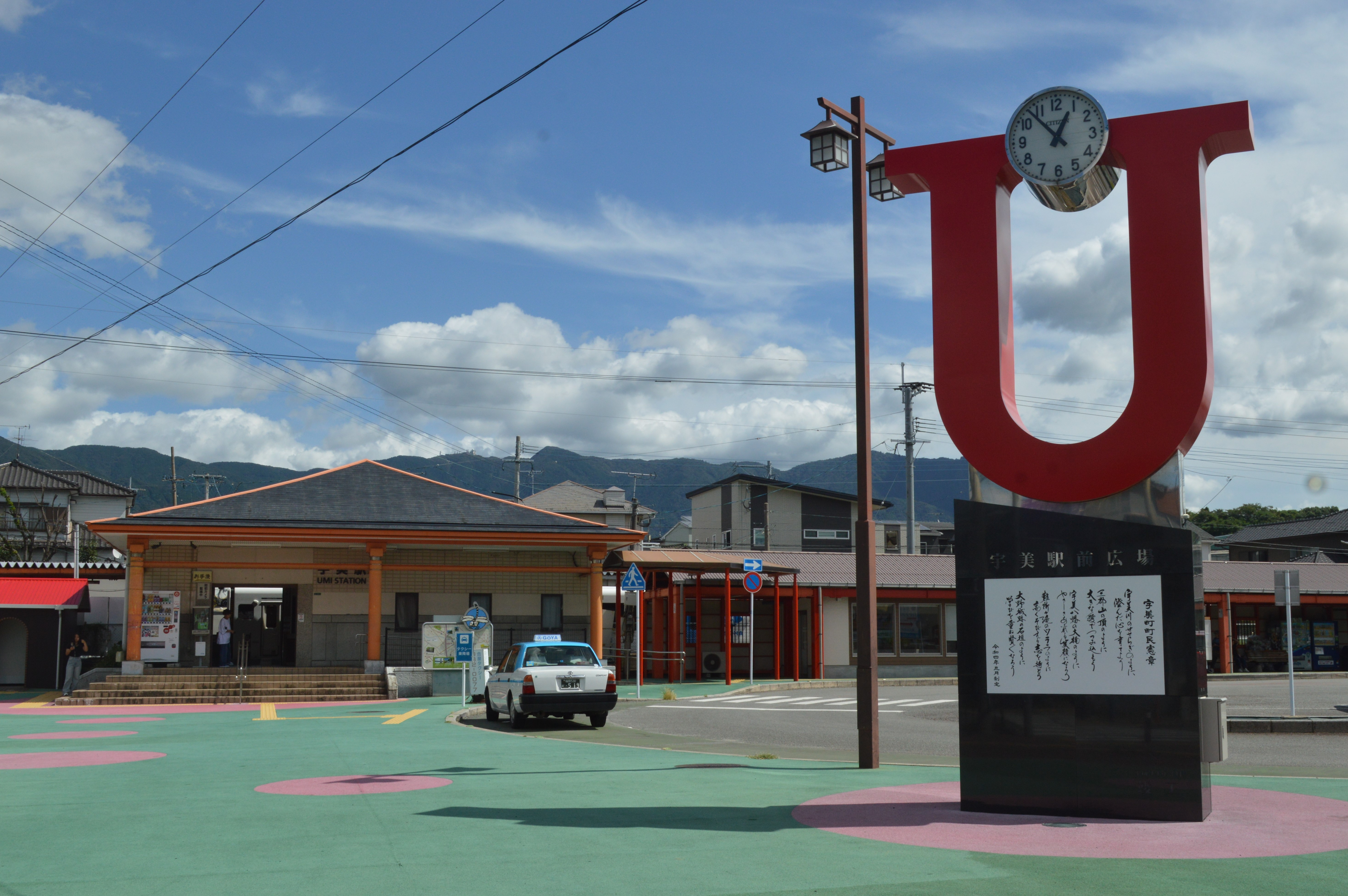
宇美駅

### 道路
- 九州自動車道
  - 当地域内にインターチェンジなどは無し
- 福岡県道35号筑紫野古賀線
- 福岡県道60号飯塚大野城線
- 福岡県道68号福岡太宰府線

### 鉄道
- JR香椎線宇美駅

### バス
- 西鉄バス
  - 当地域内に西日本鉄道宇美自動車営業所が所在する